# World record
World records is het zevende studioalbum van Van der Graaf Generator. Het maakt samen met Godbluff en Still life van drie albums opgenomen in een tijdsbestek van achttien maanden. Voorbereidingen vonden plaats in een Brits landhuis; VdGG trok van 10 tot 30 mei 1976 de Rockfield Studios in op het album op te nemen. In de nasleep van het album vertrokken Hugh Banton (net getrouwd en financiële problemen binnen de band) en later ook David Jackson. Het album valt op door het samenspel tussen de toetsinstrumenten en saxofoons, juist van degenen die vertrokken. Dat ook VdGG onderhevig was aan een wijzigende muziekindustrie is terug te vinden in Meurglys III, waarin reggaeritmes zijn te horen. Wondering daarentegen is hymne-achtig.
Net als voorgaande albums riep dit album gemengde gevoelens op zoals blijkt uit sites als Progarchives en AllMusic.

## Musici
- Peter Hammill – zang, gitaar, piano
- Hugh Banton – toetsinstrumenten
- David Jackson – saxofoons, dwarsfluit
- Guy Evans – drumstel, percussie

## Muziek
| Nr. | Titel                        | Duur  |
| --- | ---------------------------- | ----- |
| 1.  | When she comes (Hammill)     | 8:02  |
| 2.  | A place to survive (Hammill) | 10:05 |
| 3.  | Masks (Hammill)              | 7:01  |

| Nr. | Titel                                           | Duur  |
| --- | ----------------------------------------------- | ----- |
| 1.  | Meurglys III (The songwriter’s guild) (Hammill) | 20:50 |
| 2.  | Wondering (Hammill, Banton)                     | 6:33  |

Heruitgaven op compact discs bevatten soms aanvullende livetracks.